# Маунтин Вю
Маунтин Вю (на английски: Mountain View, буквално „планинска гледка“) е град в окръг Санта Клара в района на Залива на Сан Франциско, щата Калифорния, САЩ.

## География
Общата площ на Маунтин Вю е 30,7 km2.
Градът е с население от 77 846 души (оценка, 2013).

## Икономика
Маунтин Вю е сред градовете на Силициевата долина. В него са разположени главните офиси на няколко големи компании, сред които Google, Mozilla Foundation, VeriSign, подразделения на Microsoft, Intuit Inc., SGI и други. В града се намира също и музей на компютърната история.
Съгласно годишния финансов отчет на градските власти за 2016 г., основните работодатели в града са:
| #  | Работодател            | Брой служители |
| -- | ---------------------- | -------------- |
| 1  | Google                 | 19 711         |
| 2  | LinkedIn               | 2018           |
| 3  | Microsoft              | 1668           |
| 4  | Intuit                 | 1287           |
| 5  | Болница „El Camino“    | 1273           |
| 6  | Samsung                | 1085           |
| 7  | Synopsys               | 1031           |
| 8  | Pure Storage           | 900            |
| 9  | Veritas Technologies   | 801            |
| 10 | Кметство на Маунтин Вю | 596            |

## Личности
- Сергей Брин – съосновател и съсобственик на „Google“
- Лари Пейдж – съосновател и съсобственик на „Google“
- Ерик Шмид – главен изпълнителен директор на „Google“

## Побратимени градове
- Хаселт, Белгия